# Cantonul Malicorne-sur-Sarthe
Cantonul Malicorne-sur-Sarthe este un canton din arondismentul La Flèche, departamentul Sarthe, regiunea Pays de la Loire, Franța.

## Comune
| Comune                   | Populație (1999) | Cod poștal | Cod INSEE |
| ------------------------ | ---------------- | ---------- | --------- |
| Arthezé                  | ...              | 72270      | 72009     |
| Le Bailleul              | ...              | 72200      | 72022     |
| Bousse                   | ...              | 72270      | 72044     |
| Courcelles-la-Forêt      | ...              | 72270      | 72100     |
| Dureil                   | ...              | 72270      | 72123     |
| Ligron                   | ...              | 72270      | 72163     |
| Malicorne-sur-Sarthe     | ...              | 72270      | 72179     |
| Mézeray                  | ...              | 72270      | 72195     |
| Noyen-sur-Sarthe         | ...              | 72430      | 72223     |
| Saint-Jean-du-Bois       | ...              | 72430      | 72293     |
| Villaines-sous-Malicorne | ...              | 72270      | 72377     |